# District de Châtillon (Côte-d'Or)
Pour les articles homonymes, voir District de Châtillon.
Le district de Châtillon-sur-Seine est une ancienne division territoriale française du département de la Côte-d'Or de 1790 à 1795.
Il était composé des cantons de Châtillon, Aignay, Aisey, Autricourt, Laignes, Minot, Molesme, Montigny sur Aube, Recey, Savoisy, Vauvey, Villaines et Villers Patras.